# Ісландстор'єт (станція метро)
59°20′46″ пн. ш. 17°53′35″ сх. д. / 59.346111° пн. ш. 17.892917° сх. д.
«Ісландстор'єт» (швед. Islandstorget) — станція Зеленої лінії Стокгольмського метрополітену, обслуговується потягами маршруту Т19.
Відстань до Слюссена становить 13,3 км.
Пасажирообіг станції в будень —	3450 осіб (2019)

Розташування: мікрорайон Седра Енгбю, що є частиною району Бромма, Вестерорт Стокгольм.
Конструкція: відкрита наземна станція з однією прямою острівною платформою.

## Історія
Станцію відкрито 1 жовтня 1944 року у складі Ängbybanan, що була прокладена від Альвіка. 
«Ängbybanan» був розроблений і побудований за стандартами метрополітену, але експлуатувався з 1944 року як частина 11 лінії стокгольмського трамваю. 
Метростанцію відкрито 26 жовтня 1952 у складі черги зеленої лінії між станціями Гетор'єт і Веллінгбю. 

## Операції
| Попередня станція             | Лінія | Лінія     | Лінія | Наступна станція      |
| ----------------------------- | ----- | --------- | ----- | --------------------- |
| Блакеберг до Гессельбю-странд |       | Лінія T19 |       | Енгбюплан до Гагсетра |